# Succinyl-coenzyme A
La succinyl-coenzyme A, usuellement abrégée en succinyl-CoA, est l'un des intermédiaires du Cycle de Krebs.

## De l'α-cétoglutarate à la succinyl-CoA
La succinyl-CoA est issue de l'α-cétoglutarate par réduction de NAD+ et transfert sur la coenzyme A avec élimination d'une molécule de CO2. Le complexe alpha-cétoglutarate déshydrogénase catalyse cette réaction exergonique (ΔG° = −33 kJ/mol). L'énergie de cette réaction est stockée dans la liaison thioester de la succinyl-CoA. Ce complexe est très semblable au complexe pyruvate déshydrogénase et partage une origine commune. Cette réaction est irréversible.

## De la succinyl-CoA au succinate
La succinyl-CoA permet la création de succinate en régénérant de la guanosine triphosphate (GTP) à partir de GDP et de phosphate inorganique Pi, et cela grâce à la liaison thioester à haut potentiel de transfert, c'est-à-dire qui possède une énergie libre d'hydrolyse très négative. Cette réaction permet aussi l'évacuation de la CoA-SH. La GTP pourra ensuite donner son phosphate à une ADP pour former de l'ATP. Cette réaction est catalysée par la succinyl-coenzyme A synthétase. Cette réaction est légèrement endergonique (ΔG° = 2,9 kJ/mol).